# Piece by Piece (singolo Kelly Clarkson)
Piece by Piece è il terzo singolo pubblicato da Kelly Clarkson il 9 novembre 2015, presente nell'omonimo album pubblicato nello stesso anno.

## Descrizione
La canzone è stata scritta dalla stessa cantante insieme a Greg Kurstin, quest'ultimo anche produttore del singolo. Clarkson ha detto di aver scritto la canzone:
Molte delle ragioni per cui ho scritto Piece by Piece sono state, credo, che non mi sono reso conto della gravità della situazione fino a quando non ho avuto un figlio mio, e fino a quando non ho sperimentato l'amore come faccio con Brandon ogni giorno. Immagino che non ci si renda conto che manca qualcosa finché non lo si sente. Non riesco a immaginare di allontanarmi dalla mia bambina. Non riesco a immaginare di non avere più quell'amore. Non sapevo che mancasse perché non l'ho mai avuto. È stata una rivelazione ed è per questo che ho scritto quella canzone. Credo che molte persone ci passino attraverso.
Il brano è scritto in prima persona, poiché la cantautrice ha scritto introspettivamente la canzone per suo padre, il cui abbandono della famiglia all'età di sei anni è stato utilizzato come giustapposizione in contrasto con l'amore incondizionato del marito per lei e per la loro figlia, che entrambi avevano promesso nella canzone di non lasciarsi mai più alle spalle. Dal punto di vista del testo, la canzone è un numero pop midtempo, raccontando di ripristinare la fede di qualcuno nell'amore e nei rapporti familiari.

## Accoglienza
Piece by Piece ha ricevuto sostegno positivo della critica musicale, che l'ha elogiato come uno dei punti salienti dell'album per il significato del brano. Jamieson Cox, recensendo per Billboard, ha considerato il brano come l'esposizione vocale grezza e di grande impatto, affermando che quando la Clarkson crea una vera e propria connessione emotiva con il brano, permette all'album di trascendere verso nuovi significati. Nella sua recensione per The New York Times, Pareles l'ha descritta come la canzone più accattivante dell'album; e ha notato che "nonostante la vulnerabilità dei temi trattati, la sua musica sale rapidamente per renderla trionfare e vincente".
Katherine St. Asaph del Time ha evidenziato la canzone risulti come uno dei momenti più forti dell'album, descrivendola come "un pugnale per i papà fannulloni di tutto il mondo" mostrando una grande maturità artistica della cantautrice. Nelle loro recensioni di Piece by Piece, anche Hardeep Phull del New York Post ha definito il brano come il picco emotivo dell'album, mentre Jim Farber del New York Daily News ha evidenziato la canzone come una delle due (insieme a Someone) che mostrano la predisposizione della Clarkson per il taglio passivamente aggressivo e contribuiscono a mettere a fuoco il suo carattere.

## Tracce
Testi di Kelly Clarkson, Greg Kurstin, musiche di Greg Kurstin.
1. Piece by Piece – 3:31

## Video musicale
Un video musicale di accompagnamento girato da Alon Isocianu è stato commissionato per promuovere il singolo e presentato in anteprima su Vevo il 19 novembre 2015.
Il video, girato interamente in bianco e nero, presenta Clarkson che canta la canzone in uno spazio vuoto, oltre a scene di omaggio a donne di tutte le età - principalmente a madri, figlie abbandonate e donne incinte - e termina con una scena della cantautrice che porta in braccio la figlia.

## Classifiche

### Classifiche settimanali
| Classifica (2017)              | Posizione massima |
| ------------------------------ | ----------------- |
| Australia                      | 24                |
| Canada                         | 17                |
| Canada Adult Contemporary      | 6                 |
| Paesi Bassi                    | 16                |
| Regno Unito                    | 27                |
| Stati Uniti                    | 8                 |
| Stati Uniti Adult Contemporary | 11                |

### Classifiche di fine anno
| Classifica (2016) | Posizione |
| ----------------- | --------- |
| Islanda           | 37        |